# Aeromarine 50
El Aeromarine 50, también llamado el Limousine Flying Boat (Hidrocanoa Limusina), fue un hidroavión de lujo construido por la compañía Aeromarine de los Estados Unidos, a finales de los años 10 del siglo XX.

## Diseño y desarrollo
Tras la Primera Guerra Mundial, Aeromarine había completado más de 300 aviones. La producción estaba centrada en hidroaviones para uso deportivo y comercial. El Presidente de la compañía, Inglis M. Uppercu, se basó en su lujoso interior para comercializarlo.
El avión era un hidrocanoa biplano con una cabina abierta biplaza para los pilotos y una cerrada para tres pasajeros. El motor estaba montado en configuración propulsora. Utilizaba las alas, cola y estructura general del casco del Aeromarine 40F.

## Historia operacional
Un Aeromarine 50 fue comprado por Aero Limited para vuelos Nueva York-Atlantic City. Aeromarine Airways también operó hidrocanoas Model 50.

## Variantes
Aeromarine 50
Variante inicial, hidrocanoa deportivo. Cabinas abiertas.
Aeromarine 50-B
Variante de cabinas totalmente cerradas.
Aeromarine 50-C
Versión con motor Hispano Suiza de 112 kW (150 hp) y cabinas abiertas.
Aeromarine 50 "S"
Versión comercial de pasajeros.
Aeromarine 52
Versión del 50 con motor impulsor Aeromarine U-8D, año 1921. Cabinas cerradas.
Aeromarine 55-L8
Versión del 52 con motor impulsor Aeromarine U-8D, año 1922. Cabinas cerradas.
Aeromarine 60
Proyecto de versión agrandada con dos motores propulsores de 180 hp, año 1923. No construido.

## Operadores
Estados Unidos
- Aero Limited

## Especificaciones (Aeromarine 50)
Referencia datos: Mississippi Valley Magazine

### Características generales
- Tripulación: Dos
- Capacidad: Tres pasajeros
- Envergadura: 14,8 m (48,6 ft)
- Altura: 3,8 m (12,5 ft)
- Peso vacío: 1034,2 kg (2279,4 lb)
- Peso cargado: 1360,8 kg (2999,2 lb)
- Planta motriz: 1× motor radial de 8 cilindros refrigerado por agua Aeromarine U-8.
  - Potencia: 112 kW (154 HP; 152 CV)
- Hélices: 1 bipala de madera de paso fijo

### Rendimiento
- Velocidad nunca excedida (Vne): 120,7 km/h (75 MPH; 65 kt)
- Velocidad de entrada en pérdida (Vs): 70,8 km/h (44 MPH; 38 kt)
- Alcance: 482,8 km o 3,5 h
- Régimen de ascenso: 220 pies/min

## Aeronaves relacionadas

### Desarrollos relacionados
- Aeromarine 40F

### Secuencias de designación
- Secuencia Numérica (interna de Aeromarine): ← 8 - 39 - 40 - 50 - 52 - 55 - 60 - 75 - 80 - 85 →